# Christophe Bourgois-Costantini
Pour les articles homonymes, voir Costantini.
Christophe Bourgois-Costantini, qui écrit également sous le nom de Chris Costantini , né le 14 juin 1960 à Libreville, au Gabon, est un écrivain, entrepreneur, et conférencier.

## Biographie
Christophe Bourgois-Costantini naît à Libreville et passe son enfance en Afrique entre le Mali et le Niger. Il fait ses études secondaires au collège Stanislas à Paris. Il est père de quatre enfants.

## Activités littéraires
Il est auteur de plusieurs romans policiers, sous le nom de Chris Costantini. Il publie notamment en 2013 Lames de fond, puis en 2014 Il n'est jamais trop tard, qui poursuit la saga de Thelonious Avogaddro,,.
Il obtient plusieurs prix littéraires, dont le prix du premier roman du Festival international du film policier de Beaune pour La Note noire.
Il s'exprime en 2014 en faveur du développement du livre numérique dans Les Échos.

## Œuvre

### Romans
Série Thelonious Avogaddro
- 2009 : La Note noire, Paris, Éditions Le Masque, no 2520, 2009
- 2011 : À pas comptés, Neuilly-sur-Seine, Éditions Michel Lafon, 2011 ; réédition, Paris, J'ai lu. Thriller no 9918, 2012 ; réédition Versilio, 2014
- 2013 : Lames de fond, Paris, Éditions Glyphe, 2013 ; réédition Versilio, 2014
- 2014 : Il n'est jamais trop tard, Paris, Éditions Versilio, 2014
- 2021 : "Vazco", Editions Le Lys Bleu

### Documents
- Vous êtes 10 fois plus intelligent que vous ne l'imaginez, Paris, First éditions, 2018
- Les Secrets de vos 10 Intelligences pour créer du lien à soi et aux autres, Paris, First éditions, Février 2021

## Prix et distinctions
Il obtient le prix du premier roman du Festival international du film policier de Beaune pour La Note noire, le prix du Centaure noir pour Lames de fond, deux places de finaliste au prix du Polar francophone pour La Note noire et Lames de fond et une place de finaliste au prix de la Plume de cristal pour À pas comptés .